# Elisabeth Rygård
Elisabeth Rygård (* 1. September 1946; † 12. Mai 2025) war eine dänische Filmregisseurin und Drehbuchautorin. 

## Leben und Karriere
Sie studierte Dänisch und Filmwissenschaften an der Universität Kopenhagen. Ihr Studium schloss sie als cand. mag. ab. Seit 1974 arbeitete sie als Regisseurin. Für den Film  Nehmen Sie es wie ein Mann, Madame! (1975, Ta' det som en mand, frue) schloss sie sich mit Mette Knudsen und Li  Vilstrup zum Kollektiv „Rote Schwester“ zusammen. Sie war Präsidentin des Verbandes der dänischen Regisseure. 

## Filmografie (Auswahl)
- 1960: Flemming og Kvik (Kinderspielfilm, Rolle als Inger)
- 1975: Ta' det som en mand, frue! (Spielfilm, Regie, Drehbuch)
- 1978: Er det løgn, hva' jeg si'r? (Fernsehfilm, Regie, Drehbuch)
- 1981: Jeg blir' så bange (Kinderkurzfilm, Regie, Drehbuch)
- 1983: Veras historie – en film om modstandskamp (Dokumentarfilm, Regie, Drehbuch)
- 1986: Jobtilbud i nazismens Tyskland (Dokumentarfilm, Regie, Drehbuch)
- 1987: En hård dags nat (Dokumentarfilm, Regie, Drehbuch)
- 1988: Glashjertet (Regie, Drehbuch)
- 1992: Barndommens landskaber (Dokumentarfilm, Regie, Drehbuch)
- 1997: Mine drømmes hus (Dokumentarfilm, Regie, Drehbuch)
- 2002: Omfavn mig måne (Regie, Drehbuch)